# Francesco Marsciani
Francesco Marsciani (Modena, 10 novembre 1952) è un semiologo italiano.
Laureato in Filosofia presso l'Università di Bologna, dottorato in Semiotica (coordinatore prof. Umberto Eco), è stato ricercatore presso il C.N.R.S. francese nel 1985, dove ha collaborato con Algirdas J. Greimas.
Fino al novembre 2023 (pensionamento) ha insegnato Semiotica presso il DAMS di Bologna ed Etnosemiotica presso il Corso di Laurea Magistrale in Semiotica della stessa Università. Dal 2023 è Professore Alma Mater (PAM).
Si occupa prevalentemente di teoria semiotica da un punto di vista strutturale-generativo, analisi del testo e Etnosemiotica delle pratiche quotidiane.
Dirige le collane Teoria della Cultura e Quaderni di etnosemiotica presso la società editrice Esculapio di Bologna.

## Pubblicazioni
- (con Alessandro Zinna), Elementi di Semiotica Generativa. Processi e sistemi della significazione, introduzione di Algirdas J. Greimas, Esculapio, Bologna 1991.
- Esercizi di Semiotica Generativa. Dalle parole alle cose, Esculapio, Bologna 1999.
- Tracciati di Etnosemiotica, Franco Angeli, Milano, 2007.
- Ricerche semiotiche I. Il tema trascendentale, Francesco Marsciani, Esculapio, Bologna 2012.
- Ricerche semiotiche II. In fondo al semiotico, Francesco Marsciani, Esculapio, Bologna 2012.
- Minima semiotica. Percorsi nella significazione, Francesco Marsciani, Mimesis, Milano-Udine 2012.

## Curatele e traduzioni
- Petitot-Cocorda, Jean, Morfogenesi del senso. Per uno schematismo della struttura, trad. it. di Marcello Castellana, Mario Jacquemet e Francesco Marsciani, a cura di Giuseppina Bonerba e Maria Pia Pozzato, Bompiani, Milano 1990.
- Baudrillard, Jean, La trasparenza del male. Saggio sui fenomeni estremi,  trad. it. di Francesco Marsciani, SugarCo, Milano 1991.
- Greimas, Algirdas Julien, Miti e figure, ed. it a cura di Francesco Marsciani, Esculapio, Bologna 1995.
- Greimas, Algirdas Julien e Jacques Fontanille, Semiotica delle passioni. Dagli stati di cose agli stati d'animo, trad. it. e cura di Francesco Marsciani e Isabella Pezzini, Bompiani, Milano 1996.
- Ricœur, Paul e Algirdas Julien Greimas, Tra semiotica ed ermeneutica, a cura di Francesco Marsciani, Meltemi, Roma 2000; disponibile su EC-AISS Biblioteca.
- Garofalo, Francesco, Dopo Gerico. I nuovi spazi della psichiatria, prefazione di Francesco Marsciani, Esculapio, Bologna 2015.
- Jullien, François, Vivere di paesaggio o l'impensato della ragione, trad. it. di Chiara Tartarini, a cura di Francesco Marsciani, Mimesis, Milano-Udine 2017.
- Marsciani, Francesco and Witold Sadowski (eds.), The Litany in Arts and Cultures, Brepols, Turnhout 2020.
- Marsciani, Francesco (a cura di), Un etnosemiologo nel museo, Esculapio, Bologna 2021.